# Hainzenberg
Hainzenberg é um município da Áustria, situado no distrito de Schwaz, no estado do Tirol. Tem 21,47 km² de área e sua população em 2019 foi estimada em 720 habitantes.